# Bienvenida (kommunhuvudort)
Bienvenida är en kommunhuvudort i Spanien.   Den ligger i provinsen Provincia de Badajoz och regionen Extremadura, i den sydvästra delen av landet, 300 km sydväst om huvudstaden Madrid. Bienvenida ligger 611 meter över havet och antalet invånare är 2 368.
Terrängen runt Bienvenida är huvudsakligen platt, men åt sydost är den kuperad. Bienvenida ligger uppe på en höjd. Runt Bienvenida är det glesbefolkat, med 17 invånare per kvadratkilometer. Närmaste större samhälle är Llerena, 17,6 km öster om Bienvenida. Trakten runt Bienvenida består till största delen av jordbruksmark.